# Analogue Bubblebath
Albums de AFX
— Analog Bubblebath Vol 2
(Décembre 1991)
Analogue Bubblebath est le premier EP de Richard D. James et le premier EP de sa série Analogue Bubblebath. Il est crédité initialement au pseudonyme "The Aphex Twin" puis à "AFX" sur les rééditions ultérieures. Tom Middleton, alias Schizophrenia, a collaboré sur le troisième morceau, Entrance to Exit.
Cet EP, sorti sur le label Mighty Force Records (en) au Royaume-Uni et TVT Records aux États-Unis, contient quatre morceaux dans un style acid house. Le morceau Analogue Bubblebath apparaît ultérieurement sur l'EP Digeridoo et la compilation Classics. Isopropophlex apparaît également sur cette compilation ainsi que sur l'édition belge de Digeridoo, à chaque fois dans une version légèrement allongée.
L'EP est considéré comme une « création relativement faible de Richard D. James » par AllMusic. Toutefois, en 2017, FACT place la piste d'ouverture, "Analogue Bubblebath", à la première place de son classement des cinquante meilleurs titres d'Aphex Twin. Mixmag considère qu'il s'agit d'« un des morceaux les plus parfaits jamais écrits ».

## Liste des morceaux
| No | Titre                  | Durée |
| -- | ---------------------- | ----- |
| 1. | A1 Analogue Bubblebath | 4:46  |
| 2. | A2 Isopropophlex       | 5:20  |
| 3. | B1 Entrance to Exit    | 4:22  |
| 4. | B2 AFX 2               | 5:26  |